# Ischnoceros sapporensis
Ischnoceros sapporensis là một loài tò vò trong họ Ichneumonidae.